# William Julian Albert
William Julian Albert (ur. 4 sierpnia 1816 w Baltimore, Maryland, zm. 29 marca 1879 w Baltimore, Maryland) – amerykański polityk związany z Partią Republikańską. W latach 1873–1875 przez jedną kadencję Kongresu Stanów Zjednoczonych był przedstawicielem piątego okręgu wyborczego w stanie Maryland w Izbie Reprezentantów Stanów Zjednoczonych.